# Bodo Zehm

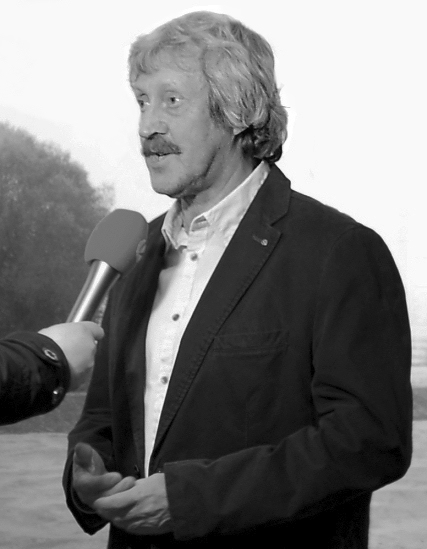
Bodo Zehm, 2016

Bodo Zehm (* 1951 in Engter) ist ein deutscher Prähistoriker und Archäologe, der ab 1981 bei der Stadt- und Kreisarchäologie Osnabrück tätig war und sie von 2002 bis zu seiner Pensionierung 2017 leitete.

## Werdegang
Bodo Zehm studierte an der Universität Osnabrück Erziehungs- sowie Medienwissenschaften und war ab 1977 als Museumspädagoge beim Kulturgeschichtlichen Museum Osnabrück tätig. 1981 wechselte er als Grabungsfotograf zur Stadt- und Kreisarchäologie Osnabrück, wo er an verschiedenen Grabungsmaßnahmen, unter anderem an der Marienkirche und am Rathaus Osnabrück, beteiligt war. Ab 1986 leitete er Ausgrabungen und Projekte in Osnabrück und dem Landkreis Osnabrück. Dazu gehörten das von der Volkswagenstiftung geförderte Forschungsprojekt „Eschprospektion“ im Osnabrücker Land zur Erforschung des Plaggeneschbodens, die Ausgrabungen vor dem ehemaligen Osnabrücker Dominikanerkloster und die Untersuchung des vorgeschichtlichen Gräberfeldes auf dem Bornhügel in Gretesch. In den 1990er Jahren leitete er Ausgrabungen am Osnabrücker Dom und an der verschütteten Brücke der ehemaligen Stadtbefestigung Osnabrücks vor dem Heger Tor beim Felix-Nussbaum-Haus.
1992 wurde Bodo Zehm stellvertretender Fachdienstleiter der „Archäologische Denkmalpflege“ der Stadt Osnabrück, an deren Entwicklung er beteiligt war. Anfang 2003 übernahm er die Leitung des Fachdienstes als Nachfolger von Wolfgang Schlüter. Zehm kuratierte Ausstellungen wie „Burgen und Befestigungen – 25 Jahre Stadt- und Kreisarchäologie Osnabrück“ und das Ausstellungsprojekt zum 500. Jubiläum des Rathauses Osnabrück. 

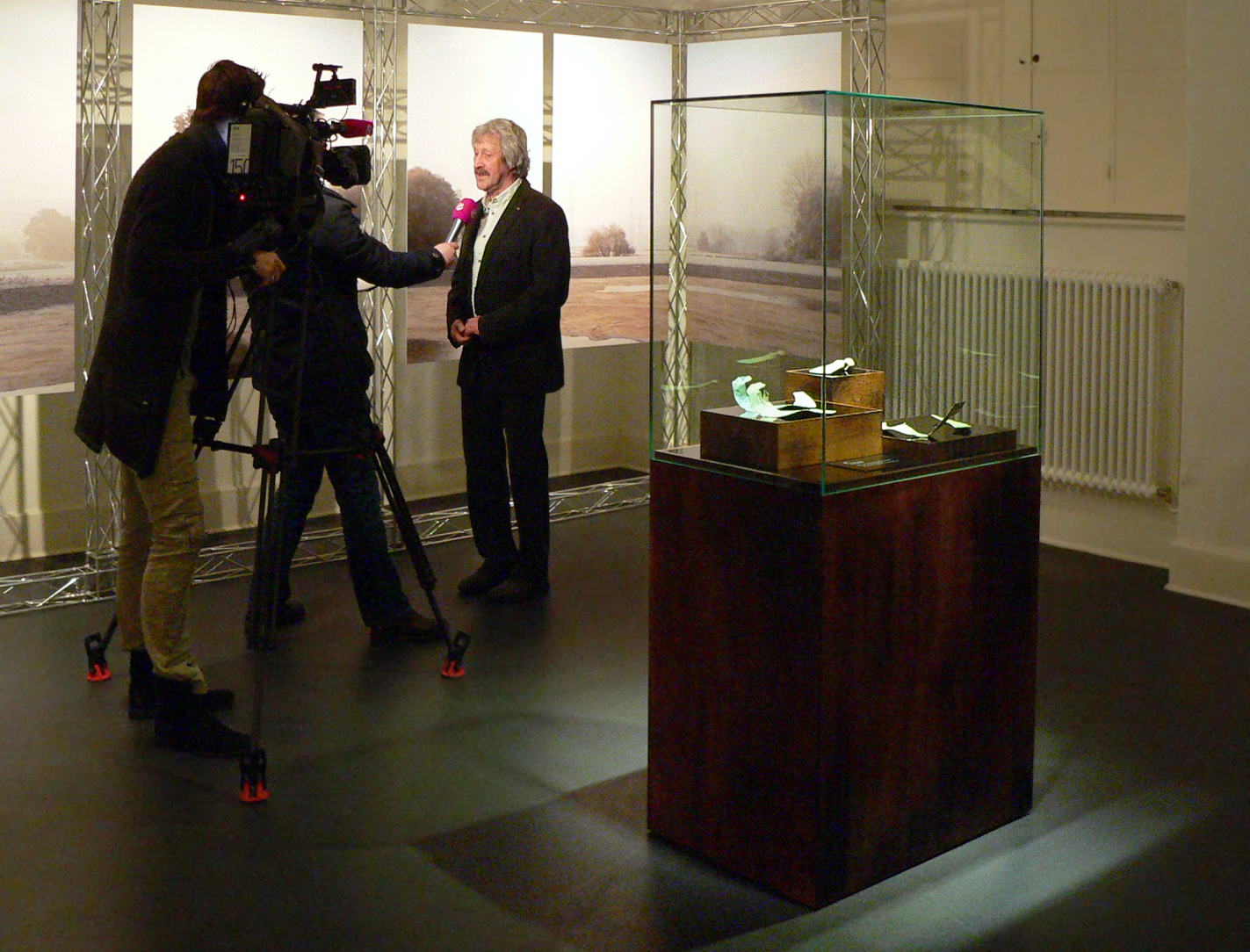
Bodo Zehm beim Interview zum Kupferschatz von Osnabrück, rechts in der Vitrine, 2016

Den Abschluss seiner beruflichen Laufbahn bildeten die Ausgrabungen und Untersuchungen zum Kupferschatz von Osnabrück. Den jungsteinzeitlichen Hort hatte ein Sondengänger im Jahr 2016 auf dem Baugelände eines Regenrückhaltebeckens im Stadtteil Lüstringen entdeckt. 2017 ging Bodo Zehm nach 36 Jahren archäologischer Tätigkeit in den Ruhestand und übergab die Leitung der Stadt- und Kreisarchäologie Osnabrück an seinen langjährigen Stellvertreter Axel Friederichs. Seither engagiert sich Zehm für den Erhalt von Megalithgräbern und ist Geschäftsführer des europäischen Kulturroutenprojektes „Megalithic Routes“, ein ähnliches Projekt wie die deutsche Straße der Megalithkultur.

## Schriften und Beiträge (Auswahl)
- mit Michael Haverkamp, Wolfgang Schlüter: Cholera in Osnabrück. Zur Problematik der städtischen Daseinsfürsorge im Industriezeitalter. Rasch, Bramsche 1995, ISBN 3-930595-26-5.
- Von Schätzen und Scherben. Archäologische Fundstellen in Bramsche (= Bramscher Schriften. 1). Rasch, Bramsche 1997, ISBN 3-932147-11-1.
- Zwischen Animation und Forschung. In: Archäologie in Niedersachsen. Bd. 5, 2002, S. 123–126.
- mit Jan-Eggerik Delbanco: Holte und die Holter Burg (= Grosse Kunstführer. 266). Schnell + Steiner, Regensburg, 2011, ISBN 978-3-7954-2381-0.
- Der Plaggenesch – ein archäologischer Archivboden wird „Boden des Jahres 2013“. In: Archäologie in Niedersachsen. Bd. 16, 2013, S. 154–159.
- mit Hermann Kuhl, Jörg Frenzel, Silke Grade, Dirk Manzke, Helma Pötter: Architekturführer Osnabrück. DOM Publishers, Berlin 2014, ISBN 978-3-86922-278-3.
- mit Judith Franzen: Magische Orte entdecken. Deutsche Bundesstiftung Umwelt, Osnabrück 2016, (online (PDF; 26,37 MB)).
- Straße der Megalithkultur. Megalithgräber als Imageträger archäologischer Tourismusprojekte. In: Denkmalpflege. Berichte zur Denkmalpflege in Niedersachsen. Bd. 37, Nr. 2, 2017, S. 121–123.